# Die roten Laternen
Die roten Laternen (Originaltitel: griechisch Τα κόκκινα φανάρια Ta Kokkina fanaria) ist ein griechisches Filmdrama aus dem Jahr 1963 unter der Regie von Vasilis Georgiadis nach einem Theaterstück von Alekos Galanos. Der Film wurde für den Oscar als bester internationaler Film nominiert. Der Film wurde auch bei den Filmfestspielen von Cannes 1964 gezeigt.

## Handlung
Der Film beginnt mit einem glücklichen Paar, Eleni und Petros, in einem Vergnügungspark in Athen, wo sie ihre Affäre feiern. Einige Zeit später, an einem schönen Tag, sind Eleni und Petros wieder zusammen, aber sie muss gehen und fährt zu ihrem geheimen Arbeitsplatz: Die Roten Laternen.
Dort arbeiten Eleni und viele andere Mädchen als Prostituierte. Sie scheinen nicht auf Gottes Weg zu sein, aber sie sind sensibel und gutherzig. Jede von ihnen hat ihre eigene Geschichte: Eleni, die Protagonistin, stammt aus Rumänien und kam auf der Suche nach einem besseren Leben nach Griechenland, doch aufgrund ihrer Entscheidungen ist sie nun die berühmteste der Prostituierten. Anna ist eine junge Frau, die in den Kapitän Nicholas verliebt ist. Sie hat ein Kind mit ihm, aber er weiß nichts davon. Maria (Mairi Chronopoulou) ist die älteste und „männlichste“ von ihnen. Ein junger Kunde namens Angelos verliebt sich in sie, und bald beginnen sie eine leidenschaftliche Liebesbeziehung. Marina, ein Mädchen aus einem Dorf fern von Athen, verliebt sich in Doris, ihre „Managerin“. Sie alle arbeiten im Haus von Madame Pari (Despo Diamantidou), einer professionellen Puffmutter und ehemaligen Prostituierten. Katerina ist dort eine gutherzige, arme, misshandelte und ignorierte Putzfrau und Dienerin. Sie ist mit einem alten Mann verheiratet, der in einem Altersheim lebt. Michalis ist Elenis „Manager“ und auch in sie verliebt, aber sie hasst ihn.
Bald stößt eine weitere Frau zu ihrem „Haus“. Myrsini, ein 16-jähriges Mädchen, wird eine von ihnen, nachdem sie von einem Polizisten verfolgt wurde. Michalis versucht, sie zu verführen, aber es gelingt ihm nicht. Nachdem Captain Nicholas gegangen ist, erzählt Anna Helen, dass sie ein Kind von ihm hat und niemand davon weiß. Anna erzählt dann ihrem Sohn Alex die Wahrheit über seinen Vater und wartet auf die Rückkehr von Kapitän Nicholas. Am Weihnachtsabend macht Angelos Maria einen Heiratsantrag, den sie lachend ablehnt. Doris verlässt Marina, die weinend und schreiend droht, sich umzubringen.
Eleni kommt nach einem romantischen Abendessen mit Petros zur Weihnachtsfeier. Petros folgt ihr und als er ihr Geheimnis entdeckt, schlägt er sie. Weinend versucht sie, ihm alles zu erklären, aber auch er geht weinend. Nach all dem, was passiert ist, schließen die Roten Laternen ihre Türen. Anna wartet auf einen Brief von Kapitän Nicholas, erfährt aber, dass die gesamte Besatzung des Ewigen Schiffes, einschließlich Kapitän Nicholas, bei einem Sturm ums Leben gekommen ist. Mary, Marina und Myrsini versuchen, einen Ort zu finden, an dem sie weiterarbeiten können. Michalis versucht erneut, Eleni zu verführen, aber sie und Petros kommen wieder zusammen und sind glücklicher als je zuvor. Der Film endet damit, dass Katerina mit ihrem Mann die Roten Laternen verlässt, arm, aber glücklich. Er fragt sie: „Ist das Leben nicht schön?“, worauf sie antwortet: „Es ist gut“.

## Kritiken
Der Film wurde in der Saison 1963–1964 gezeigt und verzeichnete 473.686 Besucher. Die roten Laternen belegte den dritten Platz von 92 Filmen. 1964 wurde er für den Oscar als Bester internationaler Film nominiert. Den Oscar gewann Fellinis 8½. Der Film wurde auch für die Goldene Palme bei den Filmfestspielen in Cannes nominiert, wo er begeisterte Kritiken erhielt.
Aus einer Rezension im Blog „Meisterwerke der 7. Kunst“:
Regisseur Vassilis Georgiadis erzählt seine Geschichte auf einzigartige Weise und schafft es, den Zuschauer durch ein Bordell der damaligen Zeit zu führen und eine vulgäre und abstoßende Realität zu vermitteln, indem er sich mit Andeutungen begnügt und auf realistische Bilder verzichtet. Romantik und subtiles Melodrama sind die vorherrschenden Elemente des Films, in dem sich das Glück und das Drama der Helden vor einer atemberaubenden Kulisse mit einer schlichten, stark beleuchteten Atmosphäre abwechseln.
Die Geschichte entfaltet sich in einer sanften Erzählweise, und dem Regisseur gelingt es, den Zuschauer zu einem Ende zu führen, das zwar einige Fragen klärt, aber keine vollständige Katharsis bietet.
Die Musik von Stavros Xarchakos, die die Szenen des Films begleitet, ist wunderbar und zeitlos. Ebenso wunderbar und zeitlos sind die Lieder, gesungen von Grigoris Bithikotsis und Giorgos Zambetas. Wunderschön ist auch das Lied „Nicht einmal ein Dankeschön“ (Ούτε ένα ευχαριστώ), das von Jenny Karezi auf berührende Weise gesungen wird.